# Истринское благочиние
Истринское благочиние — округ Одинцовской епархии Русской православной церкви, объединяющий 36 приходов в пределах городского округа Истра Московской области.
Благочинный округа — протоиерей Сергий Ерёмин, настоятель Георгиевской церкви города Дедовска.

## Храмы благочиния

### деревняБужарово
- Успенская церковь
- Спас-Преображенский храм

### деревняВеледниково
- Сергиевский храм

### посёлок Восход
- Георгиевская церковь

### деревняГлебово
- Казанская церковь
- часовня иконы Божией Матери Казанская

### селоДарна

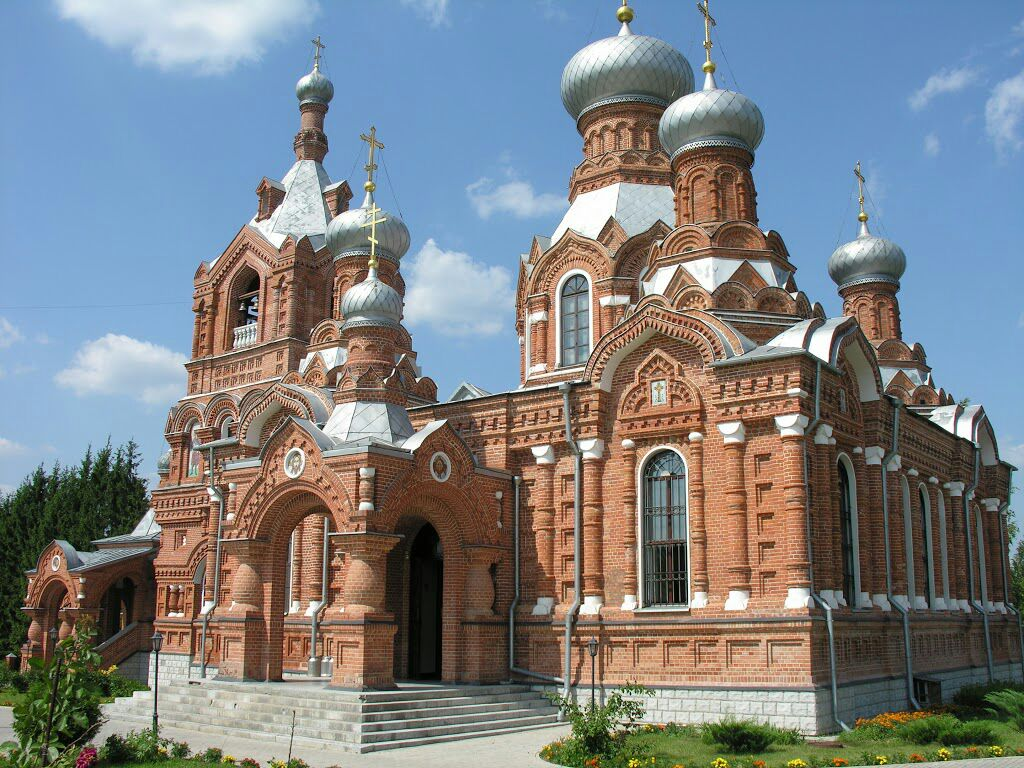
Храм Крестовоздвижения в селе Дарна

- храм Крестовоздвижения

### городДедовск
- Георгиевская церковь
- храм преподобного Сергия Радонежского

### деревняЕремеево
- Вознесенский храм

### городИстра
- Никольская церковь
- храм святых Жен-мироносиц
- Вознесенский храм

### посёлок Княжье Озеро

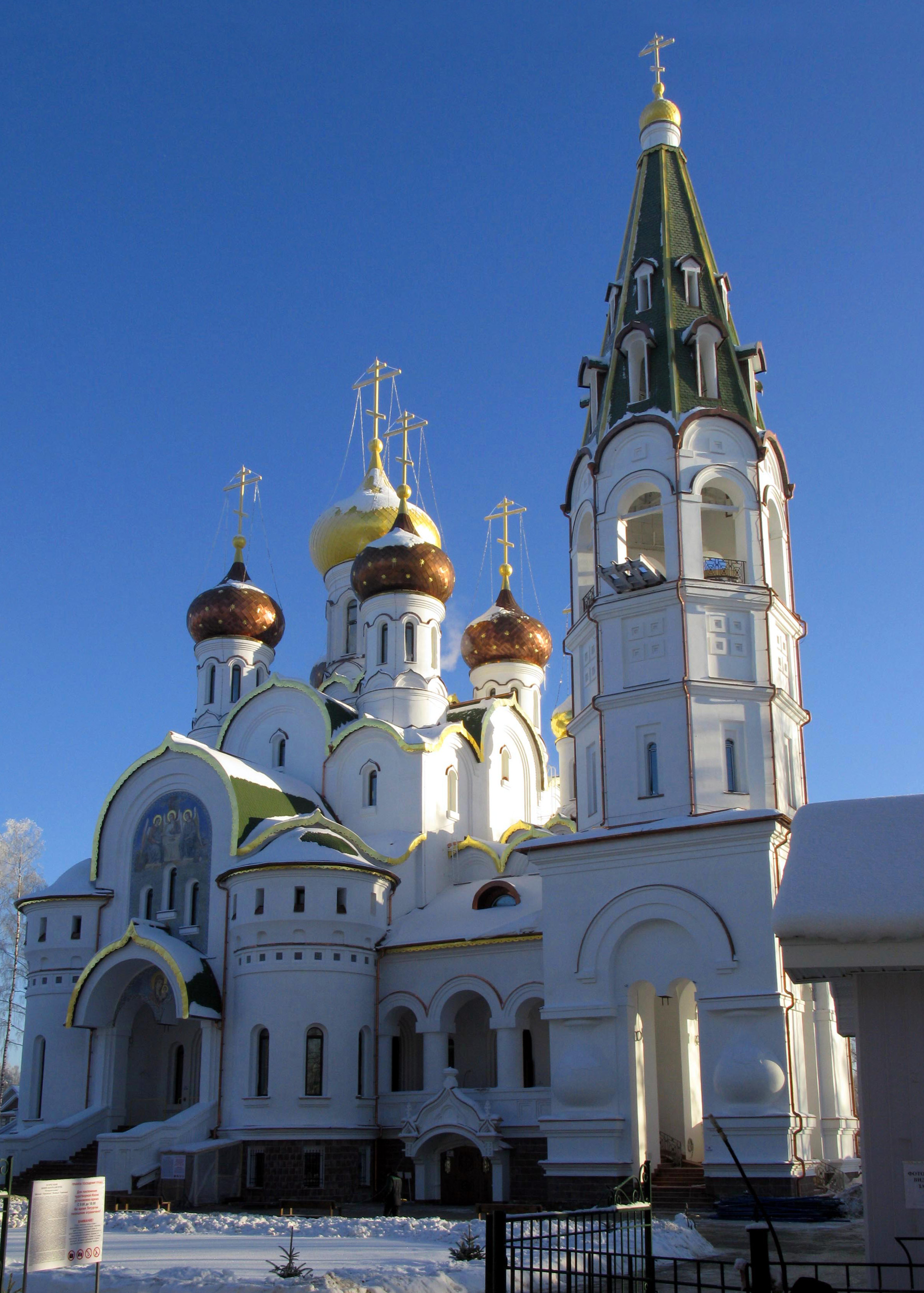
Храм Александра Невского

- Храм Святого Благоверного князя Александра Невского в посёлке Княжье Озеро

### посёлокКрасный
- храм Богоявления

### деревняКуртниково
- Борисоглебская церковь

### хуторЛамишино
- Казанская церковь

### деревняЛужки
- Петро-Павловская церковь
- крестильный храм преподобного и благоверного князя Олега Брянского

### деревняМансурово
- Никольская церковь
- часовня благоверного князя Александра Невского
- часовня преподобного Сергия Радонежского
- часовня Успения Пресвятой Богородицы

### деревняНикулино
- Никольская церковь

### селоНовопетровское
- Петропавловская церковь

### деревняОгниково
- Покровская церковь

### селоПавловская Слобода
- Благовещенская церковь
- храм Воскресения Словущего
- домовый храм Царственных страстотерпцев
- храм иконы Божией Матери Казанская
- храм преподобного Иосифа Волоцкого
- часовня иконы Божией Матери Владимирская
- часовня равноапостольных Кирилла и Мефодия

### посёлокПионерский (Покровское-Рубцово)
- Церковь Покрова Пресвятой Богородицы

### СелоПолевшина
- Храм во имя иконы Казанской Божией матери

### деревняРождествено
- Рождества Христова

### селоРождествено
- Рождественская церковь

### деревняСадки
- церковь Иоанна Предтечи

### посёлокСнегири
- Серафимовская церковь
- часовня великомученика Димитрия Солунского

### посёлокТроицкий
- Троицкая церковь (деревянная)
- Троицкая церковь
- часовня мученика Иоанна Воина

### деревняФилатово
- Христорождественская церковь

### деревняХолмы
- Знаменская церковь

### деревняЮркино
- Христорождественская церковь[2]

## Канцелярия благочиния
Московская область, Истринский район, город Дедовск, Георгиевская церковь, улица Войкова, д. 18. Телефон (496) 312 27 04
.